# Bosilovo
Bosilovo (makedonska: Босилово) är en ort i Nordmakedonien.   Den är huvudort i kommunen med samma namn, i den östra delen av landet, 120 kilometer sydost om huvudstaden Skopje. Bosilovo ligger 216 meter över havet och antalet invånare är 12 447.